# Demokratski manjak
Demokratski manjak ili demokratski deficit (engl. Democratic deficit) jest osobina pojedinih političkih tijela i totalitarnih sustava da ne odgovaraju za svoje postupke i da su lišena bilo kojeg oblika kontrole u vidu demokracije, čime unutar demokracije krše pravila iste.
Za primjer demokratskog deficita neki učenjaci uzimaju potpisivanje Lisabonskog ugovora i Ugovora iz Nice među članicama EU-a.